# إيان إنتويستل
إيان إنتويستل (بالإنجليزية: Ian Entwistle؛ مواليد 19 نوفمبر 1986) هو مُقاتل فنون قتالية مختلطة بريطاني.

## وصلات خارجية
- إيان إنتويستل على موقع يو إف سي (الإنجليزية)
- إيان إنتويستل على موقع شيردوغ (الإنجليزية)